# جيوجي
جيوجي هي مدينة في كوريا الجنوبية، تتبع مقاطعة غيونغسانغ الجنوبية، بلغ عدد سكانها 261,371 نسمة في 2015، تبلغ مساحتها 401.63 كيلومتر مربع.

## المناخ
يظهر الجدول التالي التغييرات المناخية على مدار السنة لجيوجي:
| البيانات المناخية لـجيوجي                   | البيانات المناخية لـجيوجي | البيانات المناخية لـجيوجي | البيانات المناخية لـجيوجي | البيانات المناخية لـجيوجي | البيانات المناخية لـجيوجي | البيانات المناخية لـجيوجي | البيانات المناخية لـجيوجي | البيانات المناخية لـجيوجي | البيانات المناخية لـجيوجي | البيانات المناخية لـجيوجي | البيانات المناخية لـجيوجي | البيانات المناخية لـجيوجي | البيانات المناخية لـجيوجي |
| الشهر                                       | يناير                     | فبراير                    | مارس                      | أبريل                     | مايو                      | يونيو                     | يوليو                     | أغسطس                     | سبتمبر                    | أكتوبر                    | نوفمبر                    | ديسمبر                    | المعدل السنوي             |
| ------------------------------------------- | ------------------------- | ------------------------- | ------------------------- | ------------------------- | ------------------------- | ------------------------- | ------------------------- | ------------------------- | ------------------------- | ------------------------- | ------------------------- | ------------------------- | ------------------------- |
| متوسط درجة الحرارة الكبرى °م (°ف)           | 7.3 (45.1)                | 9.4 (48.9)                | 13.2 (55.8)               | 18.3 (64.9)               | 22.6 (72.7)               | 25.5 (77.9)               | 27.6 (81.7)               | 29.4 (84.9)               | 26.4 (79.5)               | 21.9 (71.4)               | 15.4 (59.7)               | 9.7 (49.5)                | 18.9 (66.0)               |
| المتوسط اليومي °م (°ف)                      | 2.5 (36.5)                | 4.3 (39.7)                | 8.2 (46.8)                | 13.2 (55.8)               | 17.5 (63.5)               | 21.0 (69.8)               | 24.3 (75.7)               | 25.6 (78.1)               | 21.9 (71.4)               | 16.6 (61.9)               | 10.3 (50.5)               | 4.7 (40.5)                | 14.2 (57.6)               |
| متوسط درجة الحرارة الصغرى °م (°ف)           | −1.6 (29.1)               | −0.4 (31.3)               | 3.2 (37.8)                | 8.1 (46.6)                | 12.7 (54.9)               | 17.0 (62.6)               | 21.6 (70.9)               | 22.4 (72.3)               | 18.1 (64.6)               | 12.0 (53.6)               | 5.6 (42.1)                | 0.3 (32.5)                | 9.9 (49.8)                |
| الهطول مم (إنش)                             | 41.0 (1.61)               | 59.9 (2.36)               | 113.8 (4.48)              | 177.0 (6.97)              | 235.1 (9.26)              | 269.9 (10.63)             | 426.4 (16.79)             | 335.6 (13.21)             | 200.7 (7.90)              | 63.6 (2.50)               | 54.7 (2.15)               | 29.7 (1.17)               | 2٬007٫3 (79.03)           |
| متوسط أيام هطول الأمطار (≥ 0.1 mm)          | 4.7                       | 5.3                       | 7.5                       | 9.5                       | 9.1                       | 11.1                      | 14.8                      | 11.5                      | 9.2                       | 4.9                       | 5.4                       | 3.8                       | 96.8                      |
| متوسط الرطوبة النسبية (%)                   | 53.6                      | 53.4                      | 56.5                      | 59.0                      | 65.2                      | 71.7                      | 78.1                      | 74.6                      | 70.9                      | 65.2                      | 61.2                      | 55.4                      | 63.7                      |
| ساعات سطوع الشمس الشهرية                    | 163.2                     | 178.6                     | 201.3                     | 216.8                     | 232.2                     | 187.2                     | 147.3                     | 183.1                     | 172.5                     | 206.2                     | 165.9                     | 167.9                     | 2٬204٫9                   |
| المصدر: Korea Meteorological Administration |                           |                           |                           |                           |                           |                           |                           |                           |                           |                           |                           |                           |                           |

## أعلام
- مون جاي إن
- كم يونغ سام